# Самміт (Південна Дакота)
Самміт (англ. Summit) — місто (англ. town) в США, в окрузі Робертс штату Південна Дакота. Населення — 288 осіб (2010).

## Географія
Самміт розташований за координатами 45°18′20″ пн. ш. 97°2′22″ зх. д. / 45.30556° пн. ш. 97.03944° зх. д. (45.305686, -97.039366).  За даними Бюро перепису населення США в 2010 році місто мало площу 1,45 км², уся площа — суходіл.

## Демографія
Згідно з переписом 2010 року, у місті мешкало 288 осіб у 112 домогосподарствах у складі 69 родин. Густота населення становила 199 осіб/км².  Було 129 помешкань (89/км²).
Расовий склад населення:
| - 63,5 % — білих - 29,2 % — корінних американців - 0,3 % — чорних або афроамериканців - 0,3 % — азіатів |

До двох чи більше рас належало 6,6 %. Частка іспаномовних становила 1,0 % від усіх жителів.
За віковим діапазоном населення розподілялося таким чином: 35,4 % — особи молодші 18 років, 54,9 % — особи у віці 18—64 років, 9,7 % — особи у віці 65 років та старші. Медіана віку мешканця становила 32,5 року. На 100 осіб жіночої статі у місті припадало 113,3 чоловіків;  на 100 жінок у віці від 18 років та старших — 116,3 чоловіків також старших 18 років.
Середній дохід на одне домашнє господарство  становив 49 342 долари США (медіана — 45 938), а середній дохід на одну сім'ю — 49 050 доларів (медіана — 47 500). Медіана доходів становила 35 000 доларів для чоловіків та 26 875 доларів для жінок. За межею бідності перебувало 27,2 % осіб, у тому числі 40,3 % дітей у віці до 18 років та 23,8 % осіб у віці 65 років та старших.
Цивільне працевлаштоване населення становило 175 осіб. Основні галузі зайнятості: освіта, охорона здоров'я та соціальна допомога — 20,6 %, мистецтво, розваги та відпочинок — 13,7 %, будівництво — 10,9 %, виробництво — 10,3 %.